# Lungoni
Lungoni (en italià Santa Teresa Gallura) és un municipi sard, dins la Província de Sàsser. L'any 2007 tenia 5.043 habitants. Es troba a la regió de Gal·lura. Limita amb els municipis d'Aglientu, Palau i Tempio Pausania.

## Administració
| Període | Identitat               | Partit        |
| ------- | ----------------------- | ------------- |
| 2005-   | Pierantonio Bardanzellu | Llista cívica |